# Kętrzyn
Rastenburg eller Kętrzyn (äldre polska: Rastembork)  är en stad i nordöstra Polen med cirka 28 000 invånare (2012). Staden är mest känd som Rastenburg i traditionellt svenskt språkbruk då den spelat en viktig roll samband med 20 juli attentatet samt den svenska ockupationen av Östpreussen på 1600 talet.

## Historia
Rastenburg blev stad 1345 och har ett ordensslott från 1300-talets början. Under tyskt styre var staden belägen i provinsen Ostpreussen och hade 19 631 invånare (1939). Den var belägen 90 km sydöst om dåvarande Königsberg. Efter 1945 tillföll staden Polen och kallades först Rastembork.
Under andra världskriget var Adolf Hitlers militära högkvarter för östfronten, Wolfsschanze ("Varglyan"), beläget i skogsområdena öster om staden. Här genomförde höga tyska officerare 1944 det misslyckade 20 juli-attentatet.
Efter andra världskrigets slut kom staden att tillhöra Polen. Den bytte 1950 namn till Kętrzyn, för att hedra den tyskpolska historikern Wojciech Kętrzyński.